# باسكال بورتس
باسكال بورتس (بالفرنسية: Pascal Portes)‏ مواليد 28 مايو 1959 في فرنسا، هو لاعب كرة مضرب فرنسي سابق. أعلى تصنيف له في الفردي كان المركز الـ 44 في سنة 1981. أعلى تصنيف له في الزوجي كان المركز الـ 118 في سنة 1984.

## روابط خارجية
- باسكال بورتس على موقع رابطة محترفي التنس (الإنجليزية)
- باسكال بورتس على موقع الاتحاد الدولي لكرة المضرب (الإنجليزية)
- باسكال بورتس على موقع كأس ديفيز (الإنجليزية)
- باسكال بورتس على موقع خلاصة التنس.كوم (الإنجليزية)